# Manuel Medina (ciclista)
Manuel Medina (n. 14 de julio de 1976 en Aragua de Barcelona, Estado Anzoátegui), es un ciclista venezolano.
Compite para el equipo pegasus la Guaira , y es uno de los mejores escaladores de Sudamérica. Apodado el Gato, se caracteriza por ser un ciclista inteligente, frío, calculador, no gasta energía si no es necesario y da el “zarpazo” cuando las circunstancias lo requieren.
Triple vencedor en la Vuelta al Táchira (más 10 etapas), también ganó la Vuelta a Guatemala y fue el campeón del UCI America Tour 2008.
El 9 de agosto de 2013 fue suspendido por dos años al dar positivo con GW501516 mientras disputaba la Vuelta a Guatemala.

## Palmarés
2002
- 3.º en el Campeonato de Venezuela Contrarreloj
- 1 etapa de la Vuelta a Venezuela

2004
- 1 etapa de la Vuelta al Táchira

2005
- 1 etapa de la Vuelta a Colombia

2006
- Vuelta al Táchira, más 2 etapas
- Campeonato de Venezuela en Ruta
- 1 etapa de la Vuelta a Colombia
- 1 etapa de la Vuelta a Venezuela
- 1 etapa del Clásico Ciclístico Banfoandes

2007
- 2 etapas de la Vuelta al Táchira
- 2.º en el Campeonato Panamericano en Ruta
- 2 etapas de la Vuelta a Colombia

2008
- Vuelta al Táchira, más 4 etapas
- 2.º en el Campeonato de Venezuela en Ruta
- Vuelta a Guatemala, más 3 etapas
- UCI America Tour

2011
- Vuelta al Táchira, más 1 etapa
- 1 etapa de la Vuelta a Venezuela